# Cynosphenodon
Cynosphenodon – rodzaj sfenodonta z rodziny hatteriowatych (Sphenodontidae) żyjącego w środkowej jurze na obecnych terenach Ameryki Północnej. Został opisany w 1996 roku przez Víctora-Hugo Reynoso w oparciu o prawą kość zębową z zachowanym kompletnym rzędem zębów (IGM 6652) odnalezioną w dolnej części formacji La Boca w Kanionie Huizachal, około 15 km na południowy zachód od miasta Ciudad Victoria w meksykańskim stanie Tamaulipas. Początkowo jej wiek oceniano na wczesną jurę, jednak późniejsze analizy sugerują, że jej skały pochodzą z końca wczesnej jury. Oprócz niej odkryto również kilka innych kości zębowych oraz prawą kość szczękową. Cynosphenodon cechował się niewielkimi rozmiarami i dużym podobieństwem do współczesnej hatterii. Główną cechą łączącą te dwa rodzaje jest obecność z przodu szczęk jednego zęba przypominającego kieł. Schemat rozwoju zębów również jest bardzo podobny u Cynosphenodon i hatterii. Ząb przypominający kieł jest zębem stałym drugiej generacji, zastępującym ząb stały pierwszej generacji, a jego rozwój łączy pięć synapomorfii z rozwojem analogicznego zęba u tuatary.
Według analizy filogenetycznej przeprowadzonej przez Reynoso (1996) Cynosphenodon jest taksonem siostrzanym hatterii, co wspierają badania biologii rozwoju oraz prawdopodobna homologia zęba przypominającego kieł u przedstawicieli obu tych rodzajów. Oprócz hatterii Cynosphenodon mógł być również blisko spokrewniony z Theretairus oraz prawdopodobnie jadowitą Sphenovipera.
Nazwa Cynosphenodon pochodzi od greckiego słowa cyno, oznaczającego psa (podczas gdy cynodon oznacza „kieł”), i odnosi się do charakterystycznego, przypominającego kieł zęba znajdującego się z przodu szczęk oraz podobieństwa do hatterii. Nazwa gatunkowa gatunku typowego, huizachalensis, pochodzi od Kanionu Huizachal, gdzie odnaleziono holotyp.